# Getchellita
La getchellita es un mineral de la clase de los minerales sulfuros. Fue descubierto en 1965 y se le puso nombre por el sitio donde se encontró y describió por primera vez, la mina Getchell que está a pocos kilómetros de la localidad de Golconda, en el estado de Nevada (EE. UU.).

## Características químicas
La forma pura es un sulfuro de antimonio y arsénico. Es característico que el color rojo-sangre que tiene se encuentra como empañado por una iridiscencia entre verde y púrpura.

## Formación y yacimientos
Se encontró en depósitos de oro epitérmicos en la zona de corte de una falla estrecha y escarpada, intercalada con lutitas del Paleozoico, argilitas y calizas, cerca de una granodiorita intrusiva.
Suele encontrarse asociado a otros minerales como: oropimente, rejalgar, estibina, cinabrio, galkhaíta, laffittita, chabourneíta, christita, lorandita, marcasita, cuarzo, barita, fluorita o calcita.